# Anu Puustinen
Anu Puustinen (née en 1974 à Helsinki) est une architecte finlandaise,.

## Biographie
De 1993 à 1994, Anu  Puustinen étudie à l'École supérieure Aalto d'art, de design et d'architecture d'Helsinki. Puis elle étudie à l'Université de technologie de Delft et à l'Université de technologie d'Helsinki, où elle obtient son diplôme d'architecte en 2004 avec son projet de fin d'études sur la chapelle Saint-Laurent de Vantaa. 
Elle travaille au cabinet SARC Architects, à la direction du bâtiment de la ville d'Helsinki et au Service de planification de la ville d'Helsinki.
Elle fonde le bureau d'architectes Avanto avec Ville Hara.
Elle a aussi enseigné à l'université de technologie d'Helsinki de 2004 à 2010.

## Ouvrages du cabinet Avanto architectes
Parmi les ouvrages du cabinet Avanto architectes :
- Tour d'observation du zoo de Korkeasaari, Helsinki, 2002
- Chapelle Saint-Laurent , Vantaa, 2010
- Villa Anna, Lappeenranta, 2012
- Villa Lumi, Nummela, Vihti, 2014
- Tour Loki, Espoonlahti, Espoo, 2015
- Löyly (fi), Hernesaari, Helsinki, 2016[5]
- Distillerie de Kyrö, Isokyrö, 2017
- Sauna Kolo, Tsim Sha Tsui, Hong Kong, 2018

## Prix et récompense
- Prix Finlande, 2016
- Prix de la structure en béton de l'année, 2010, 2019

## Galerie

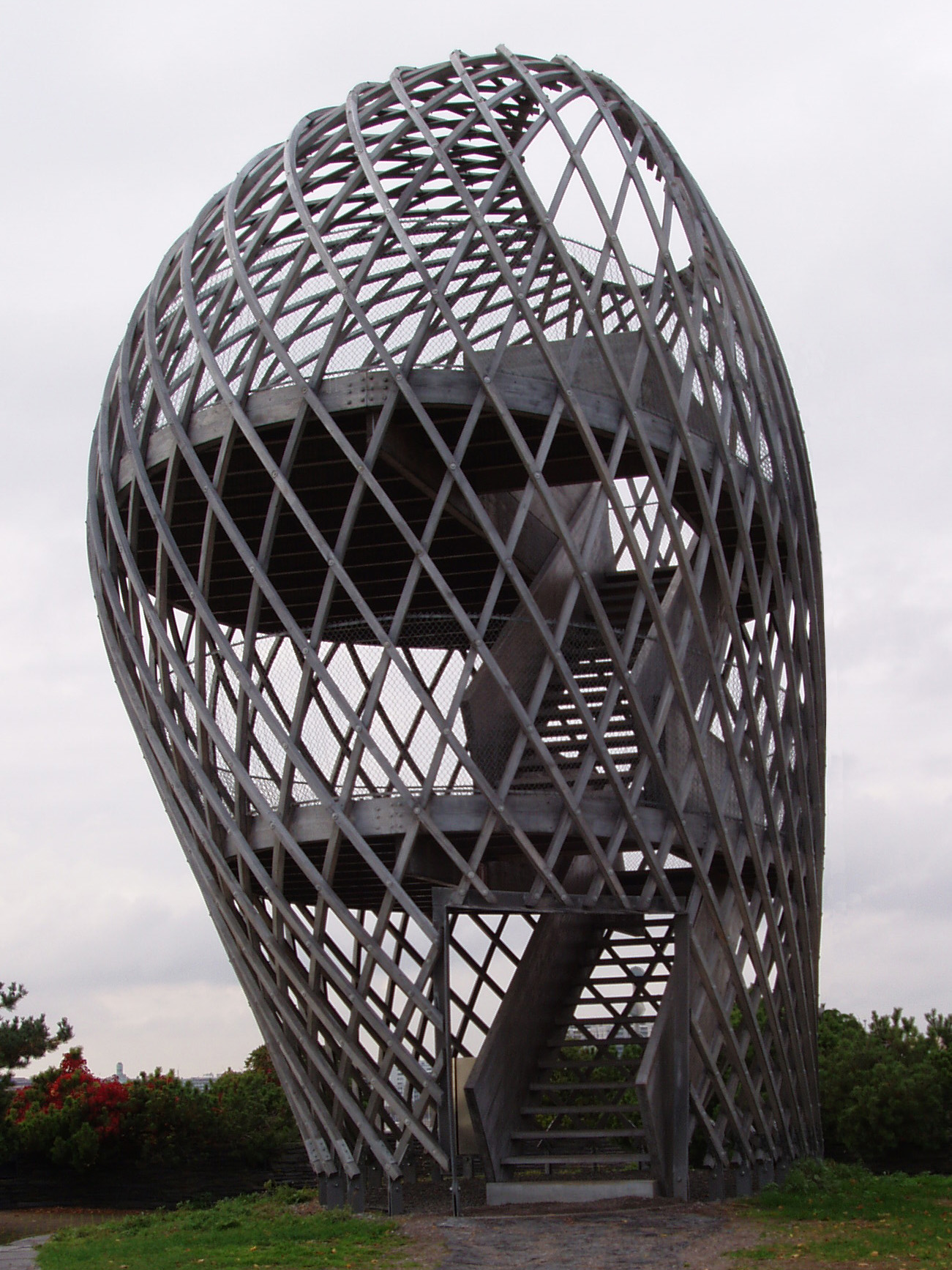
Kupla, Korkeasaari, Helsinki
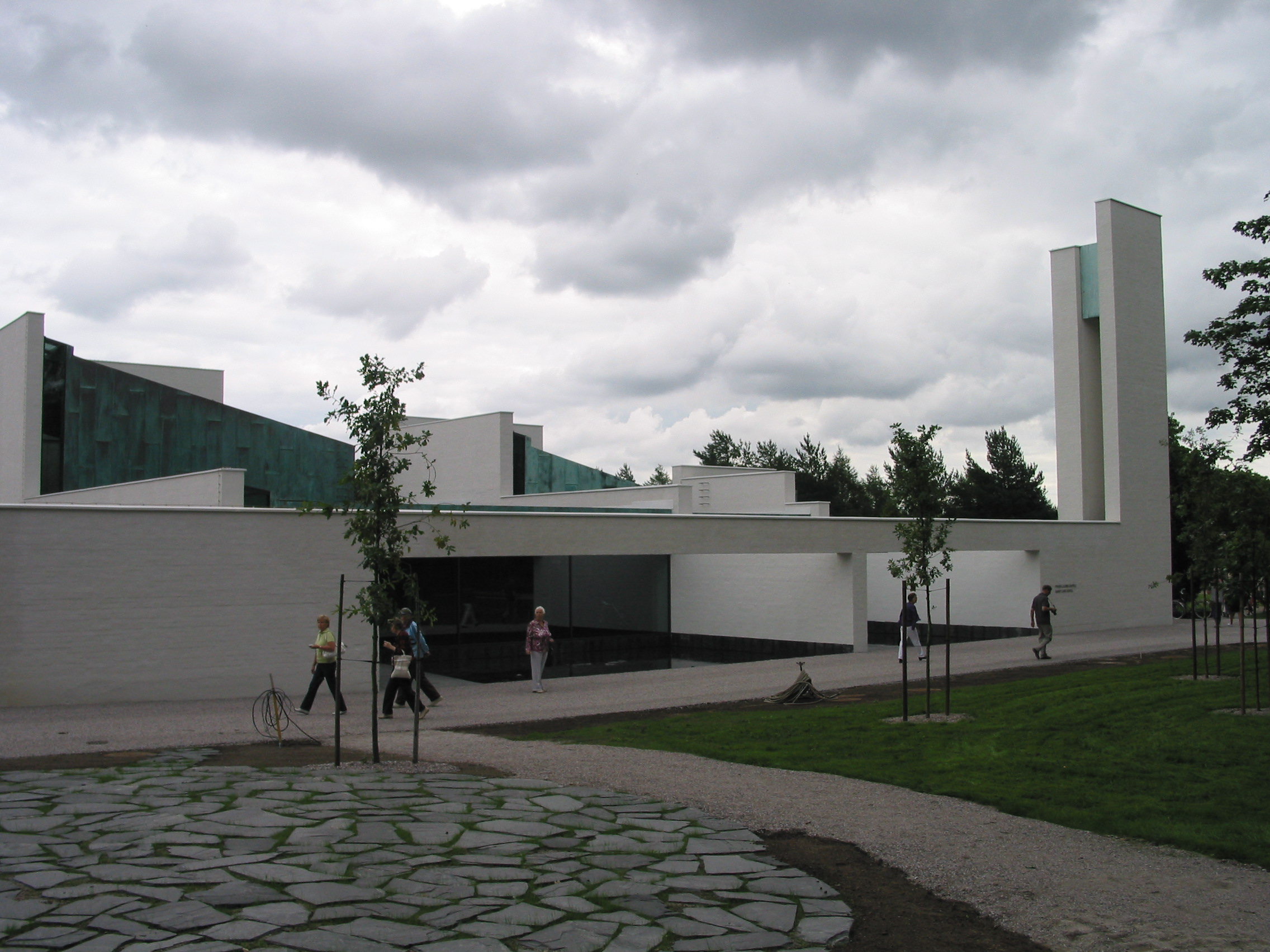
Chapelle Saint Laurent à Vantaa
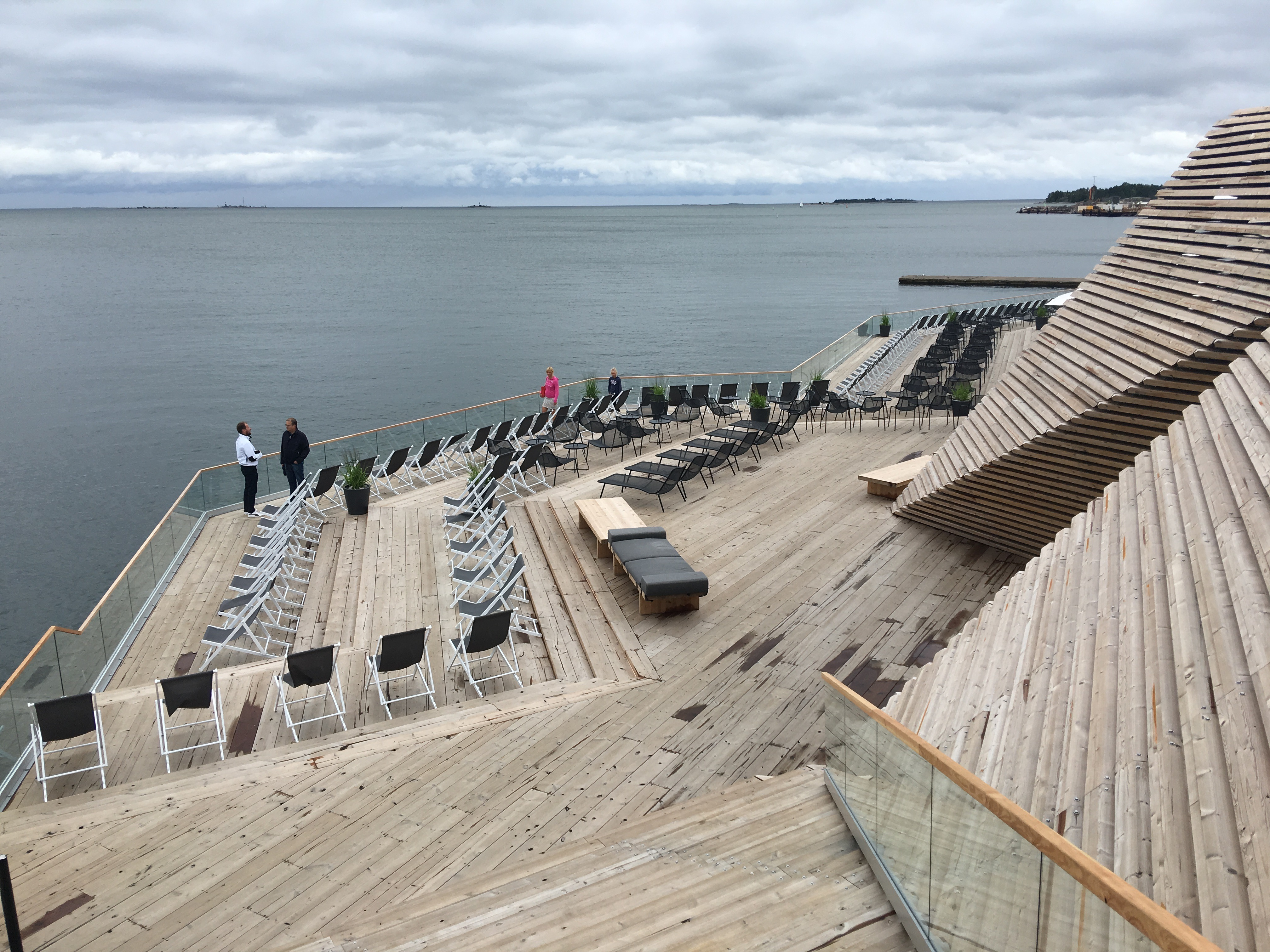
Löyly Hernesaari, Helsinki